# Rachelle Gerodias
Rachelle Gerodias (1971) is een Filipijns soprano en operazangeres.

## Biografie
Rachelle Gerodias werd geboren in 1971 Ze studeerde aan het Conservatory of Music van de University of Santo Tomas en behaalde haar diploma cum laude. Ook studeerde ze aan de Eastman School of Music in Rochester, waar ze haar master-diploma behaalde.
Gerodias zong in haar carrière oratoriums en kundimans. Ook speelde ze in musicals en zong ze hoofdrollen in meer dan 20 operaproducties in de Verenigde Staten, Japan, de Filipijnen en andere Aziatische landen. Gerodia is de eerste Filipina die werd uitgenodigd voor hoofdrollen in belangrijke operagebouwen, zoals het Volksoper Wien in Wenen en het Daegu Opera House in de Zuid-Koreaanse stad Daegu.
Optredens van Rachelle Gerodias met het London Philharmonic, het Royal Philharmonic en het Warsaw Philharmonic Orchestra werden op CD opgenomen. Ook trad ze als solist op met het Manila Philharmonic Orchestra, het San Miguel Philharmonic Orchestra, de Bangkok Symphony Orchestra, het Northeast German Philharmonic Orchestra onder leiding van Koji Kawamoto  op het Toyota Classics concert in 2003. Tevens is Gerodias  de enige Filipijnse zangeres die samenwerkte met de bekende Italiaanse operazangers Mirella Freni. In 1992 trad ze voor het eerst op in het Cultural Center of the Philippines in Rolando Tinio's opera "La Boheme' als Rosita. In 2005 zong ze op hetzelfde podium met Otoniel Gonzaga. 